# Nieuwe Vaart (Ooststellingwerf)
Nieuwe Vaart (Stellingwerfs: Ni'je Vaort, Fries: Nije Feart) is een vaart en buurtschap in de gemeente Ooststellingwerf, in de Nederlandse provincie Friesland. De vaart ligt parallel aan de Compagnonsvaart bij Appelscha.
De vaart, die ook wel de Achtervaart werd genoemd, werd nog voor halfweg de 19e eeuw gegraven aan de noordkant van de Compagnonsvaart, in de Appelscha Veen. Vanuit de Nieuwe Vaart werden elf andere ontginningssloten gegraven en ontstonden nieuwe bewerkbare gronden. Uiteindelijk ontstond daar ook een nieuwe kern in het gebied, dat later het dorp Ravenswoud zou worden.
Ook langs de Nieuwe Vaart ontstond er bewoning en die is de gelijknamige buurtschap gaan vormen. De buurtschap ligt aan deze vaart tussen Appelscha en de grens met de provincie Drenthe. Op het eind van de twintigste eeuw is het westelijke puntje bij Appelscha onderdeel geworden van de bebouwde kom van dat dorp.